# Quando sarai piccola
Quando sarai piccola (tłum. Kiedy będziesz mała) – pierwszy singel włoskiego piosenkarza Simone Cristicchiego z reedycji jego piątego albumu studyjnego, zatytułowanego Dalle tenebre alla luce. Singel został wydany 12 lutego 2025.
Kompozycja zajęła piąte miejsce w finale 75. Festiwalu Piosenki Włoskiej w San Remo (2025).

## Geneza utworu i historia wydania
Utwór napisali i skomponowali Erika „Amara” Mineo, Nicola Brunialti i Simone Cristicchi, natomiast za produkcję piosenki odpowiada Francesco Musacco. Utwór opisuje zamianę ról między rodzicem a dzieckiem, która następuje wraz z upływem lat, gdy dorosłe dziecko zaczyna troszczyć się o swojego starzejącego się rodzica. Tekst opisuje codzienne sytuacje związane z opieką, takie jak pomaganie w poruszaniu się, przywoływanie wspomnień czy wspólne spędzanie czasu. Cristicchi podkreśla w nim istotę odwzajemnienia miłości i wsparcia, które sam otrzymał w dzieciństwie. Piosenka dotyka tematów przemijania, więzi rodzinnych oraz akceptacji zmian wynikających z procesu starzenia. Kompozycja powstała pod wpływem postępującej choroby matki Cristicchiego, Luciany.
Singel ukazał się w formacie digital download 12 lutego 2025 we Włoszech za pośrednictwem wytwórni płytowej Dueffel Music w dystrybucji ADA Music Italy. 
11 lutego 2025 utwór został zaprezentowany telewidzom stacji Rai 1 podczas pierwszego wieczoru 75. Festiwalu Piosenki Włoskiej w San Remo, w którym znalazł się wśród 29 konkursowych propozycji. Podczas festiwalu Cristicchi otrzymał nagrodę „Lunezia” za emocjonalną wartość utworu, nagrodę im. Giancarlo Bigazziego za najlepszą kompozycję oraz nagrodę prasy, radia, telewizji i internetu im. Lucio Dalli. 15 lutego podczas piątego, finałowego wieczoru festiwalu propozycja zakwalifikowała się do superfinału, w którym zajęła piąte miejsce.

## Teledysk
Do utworu powstał teledysk w reżyserii Simone Ciocc’i, który udostępniono w dniu premiery singla za pośrednictwem serwisu YouTube.

## Lista utworów
- Digital download[4]

1. „Quando sarai piccola” – 3:06

## Notowania
| Kraj   | Lista (2025) | Najwyższa pozycja |
| ------ | ------------ | ----------------- |
| Włochy | FIMI         | 16                |